# Sphaerites glabratus
Sphaerites glabratus is een keversoort uit de familie schijnspiegelkevers (Sphaeritidae). De wetenschappelijke naam van de soort werd in 1792 gepubliceerd door Johann Christian Fabricius.